# Шарфюрер
Шарфюрер (нем. Scharführer) — звание в СС и СА, которое существовало с 1925 по 1945 год. Соответствовало званию унтерфельдфебель в вермахте.
Использование звания шарфюрер можно проследить со времён Первой мировой войны, когда шарфюрером часто называли унтер-офицера, который командовал штурмовой группой в специальных операциях.
Как должность было использовано в СА впервые в 1921 году, а званием стало в 1928. Звание шарфюрер было первым унтер-офицерским званием в СА. В 1930 году для старших шарфюреров было создано новое звание обершарфюрер СА.
Знаки различия шарфюрера СС были вначале такими же, как в СА, но были изменены в 1934 при реорганизации структуры званий СС, последовавшей за Ночью длинных ножей. При этом старое звание шарфюрер СС стало называться унтершарфюрер СС, а шарфюрер СС стал соответствовать званию обершарфюрер СА. Звание труппфюрер СС было заменено на обершарфюрер СС и новое звание гауптшарфюрер СС. В Ваффен-СС было введено ещё более высокое звание — штурмшарфюрер СС.
В войсках СС шарфюрер, как правило, занимал должность командира отделения (расчёта, танка), либо заместителя командира взвода (командира штабного отделения).
Знаки различия CC-Обершарфюрер Ваффен-СС
- Погон
- Петлицы
- Нарукавная нашивка на Маскировочный костюм (лето)
- CC-Oберюнкер

Звание шарфюрер использовалось также в менее известных нацистских организациях; среди прочих НСФК, НСМК и гитлерюгенд.